# Charles Edward Horn
Charles Edward Horn (St Martin-in-the-Fields (Londres), 21 de junio de 1786 - Boston (EE. UU.), 21 de octubre de 1849) fue un compositor, director de orquesta y cantante inglés.
Después de pasar muchos años en su ciudad natal como cantante, en 1833 emigró a los Estados Unidos, y habiendo perdido la voz, se dedicó exclusivamente a la composición y en la enseñanza. Fue director de la Handel and Haydn Society de Boston.
Compuso 26 óperas cómicas inglesas, varios oratorios, una Cantata, melodías vocales y otras composiciones.